# سالي مكينيز
سالي مكينيز (بالإنجليزية: Sally McKenzie)‏ (و. 1955  م) هي ممثلة، وممثلة أفلام، ومخرجة أفلام، وممثلة مسرحية أسترالية، ولدت في سيدني.

## التعليم
تعلمت في المعهد الوطني للفنون المسرحية
.

## وصلات خارجية
- سالي مكينيز على موقع IMDb (الإنجليزية)
- سالي مكينيز على موقع ألو سيني (الفرنسية)
- سالي مكينيز على موقع قاعدة بيانات الفيلم (الإنجليزية)
- سالي مكينيز على موقع كينوبويسك (الروسية)

- سالي مكينيز في قاعدة بيانات الأفلام على الإنترنت